# Chuquiraga oblongifolia
Chuquiraga oblongifolia là một loài thực vật có hoa trong họ Cúc. Loài này được Sagást. & Sánchez Vega mô tả khoa học đầu tiên năm 1992.